# Dunira minorella
Dunira minorella là một loài bướm đêm trong họ Erebidae.